# Tawusz
Tawusz (orm. Տավուշի մարզ; [tɑˈvuʃ]ⓘ) – jedna z dziesięciu prowincji w Armenii. Leży w północno-wschodniej części kraju i graniczy z Gruzją i Azerbejdżanem. Jej stolicą jest Iczewan.